# ويندي هولدن (مؤلفة، 1965)
ويندي هولدن (بالإنجليزية: Wendy Holden)‏ (12 يونيو 1965 في المملكة المتحدة)؛ روائية بريطانية.